# Eva Ekeblad
Eva Ekeblad (født 10. juli 1724, død 15. maj 1786) var en svensk agronom, videnskabsmand, salonværtinde og grevinde. Hendes mest kendte opdagelse var fremstilling af mel og alkohol fra kartofler (1746). Hun blev også det første kvindelige medlem af Kungliga Vetenskapsakademien (1748).

## Biografi
Eva De la Gardie var datter af Magnus Julius De la Gardie (1668-1741) og amatørpolitiker og salonvært Hedvig Catarina Lily of the valley. Hun var søster til Carl Julius De la Gardie og Hedvig Catharina De la Gardie og tante til Axel von Fersen den yngre. Hendes bror var gift med den berømte Catharina Charlotta De la Gardie og svoger til Hedvig Taube.
Eva blev i 1740, i en alder af 16, gift med Claes Claesson Ekeblad og blev mor til syv børn, seks drenge og en datter. Parret havde bopæl i Stockholm og en ejendom i Sverige. De tilhørte de højeste kredse af den svenske adel.
Ægtefællen var ofte fraværende og Eva var ansvarlig for forvaltning af ejendommene. Det første koncerter med Johan Helmich Romans messe-musik, blev udført i hendes salon i Ekebladpalasset.

## Videnskabelig aktivitet
Ekeblad opdagede i 1746 hvordan man kan lave mel og alkohol af kartofler. Dermed muliggjorde hun at kartoflen, en plante der blev indført til Sverige i 1658 og som frem til da kun var blevet dyrket i drivhus, blev en grundlæggende del af fødevareforsyningen. Dette bidrog til at forbedre kosten og reducere hungersnød. Tidligere blev alkohol lavet af hvede og rug, men nu kunne en større del af kornet anvendes til brød i stedet.
I 1751 opdagede hun også en metode til blegning af bomuldtekstiler og garn med sæbe. I 1752 gjorde hun kosmetik mere sikker, ved at erstatte farlige ingredienser med pulveriserede kartofler.
Ekeblad skrev til det kongelige svenske videnskabsakademi om sin første opdagelse i 1746, og i 1748 blev hun den første kvinde der blev valgt til akademiet, selv om hun aldrig deltog i nogle af de akademiske møder. I 1751 begyndte akademiet at omtale hende som æresmedlem og ikke fuldt medlem, eftersom vedtægterne betød at medlemskab kun blev tildelt mænd.